# Nuthin' but a 'G' Thang
«Nuthin' but a 'G' Thang» es una canción de 1992 del rapero estadounidense Dr. Dre, lanzada como primer sencillo de su álbum debut The Chronic, y que cuenta con la colaboración del rapero Snoop Dogg. «Nuthin' but a 'G' Thang» alcanzó el número dos en la Billboard Hot 100, superando a sus otros sencillos de The Chronic «Fuck wit Dre Day (and Everybody's Celebratin')» (número 8) y «Let Me Ride» (número 34). El tema también alcanzó el número 1 en la Hot R&B/Hip-Hop Singles & Tracks, y el número 31 en Reino Unido.

## Trasfondo
Las letra está cantada por Dre y Snoop Doggy Dogg, quien la escribió junto a The D.O.C.. En ella se hacen numerosas referencias a Long Beach y Compton, California. La base es un sample de la canción "I Want'a Do Something Freaky To You" de Leon Haywood.
El primer sencillo del disco Da Game Is to Be Sold, Not to Be Told de Snoop Dogg fue una especie de secuela de la canción titulada "Still a G Thang".
Existe una versión demo, con la letra un poco diferente que usa como base "Go on and Cry" de Les McCann.

## Videoclip
El videoclip, dirigido por Dr. Dre, muestra a Dre llegando a Long Beach, California en un Chevrolet Impala del '64 lowrider para recoger Snoop e ir a una fiesta. En las escenas en las que Dre está en casa de Snoop suena de fondo su anterior sencillo "Deeez Nuuuts". Llegan a la fiesta y cantan las primeras líneas mientras la gente hace una barbacoa y juega al voleibol. Se ve por ejemplo cómo un joven baja el top del bikini a una jugadora y se ven brevemente sus pechos o a un niño bailando. Después, al anochecer, van a una fiesta en una casa, en la cual hay invitados como The D.O.C. o una joven a la que rocían con alcohol. El vídeo termina con Dre dejando a Snoop en su casa mientras amanece. La versión editada por la MTV censura, como es habitual en EE. UU., desnudos y drogas, así como logotipos con copyright (una gorra de los White Sox).

## En la cultura popular
- La canción apareció en la banda sonora del videojuego Grand Theft Auto: San Andreas, tocada en Radio Los Santos.
- En la película de 2004 Without A Paddle, los tres personajes principales cantan la canción mientras conducen.
- Esta canción se usó en la canción de entrada de Drew McFedries en la UFC 98.
- Dre y Snoop volvieron a utilizar "Nuthin' but a 'G' Thang" para su comedia de 2001 The Wash.
- La canción también ha sido cantada en los partidos del equipo de fútbol LA Galaxy por el grupo de hinchas "LA Riot Squad", así como por otros seguidores a la vez.

## Posición en las listas
| Año  | Lista                                                 | Mejor posición |
| ---- | ----------------------------------------------------- | -------------- |
| 1993 | Estados Unidos (Billboard Hot 100)                    | 2              |
| 1993 | Estados Unidos Hot Rap Singles                        | 1              |
| 1993 | Estados Unidos Hot R&B Singles & Tracks               | 1              |
| 1993 | Estados Unidos Rhythmic Top 40                        | 2              |
| 1993 | Estados Unidos (Hot Dance Music / Club Play)          | 22             |
| 1993 | Estados Unidos Hot Dance Music/Maxi-Singles Sales     | 3              |
| 1994 | Reino Unido (UK Singles Chart)                        | 31             |
| 2006 | Hot Ringtones                                         | 26             |
| 2007 | Rolling Stone («40 Canciones que Cambiaron el Mundo») | 38             |